# Sefer Jecira

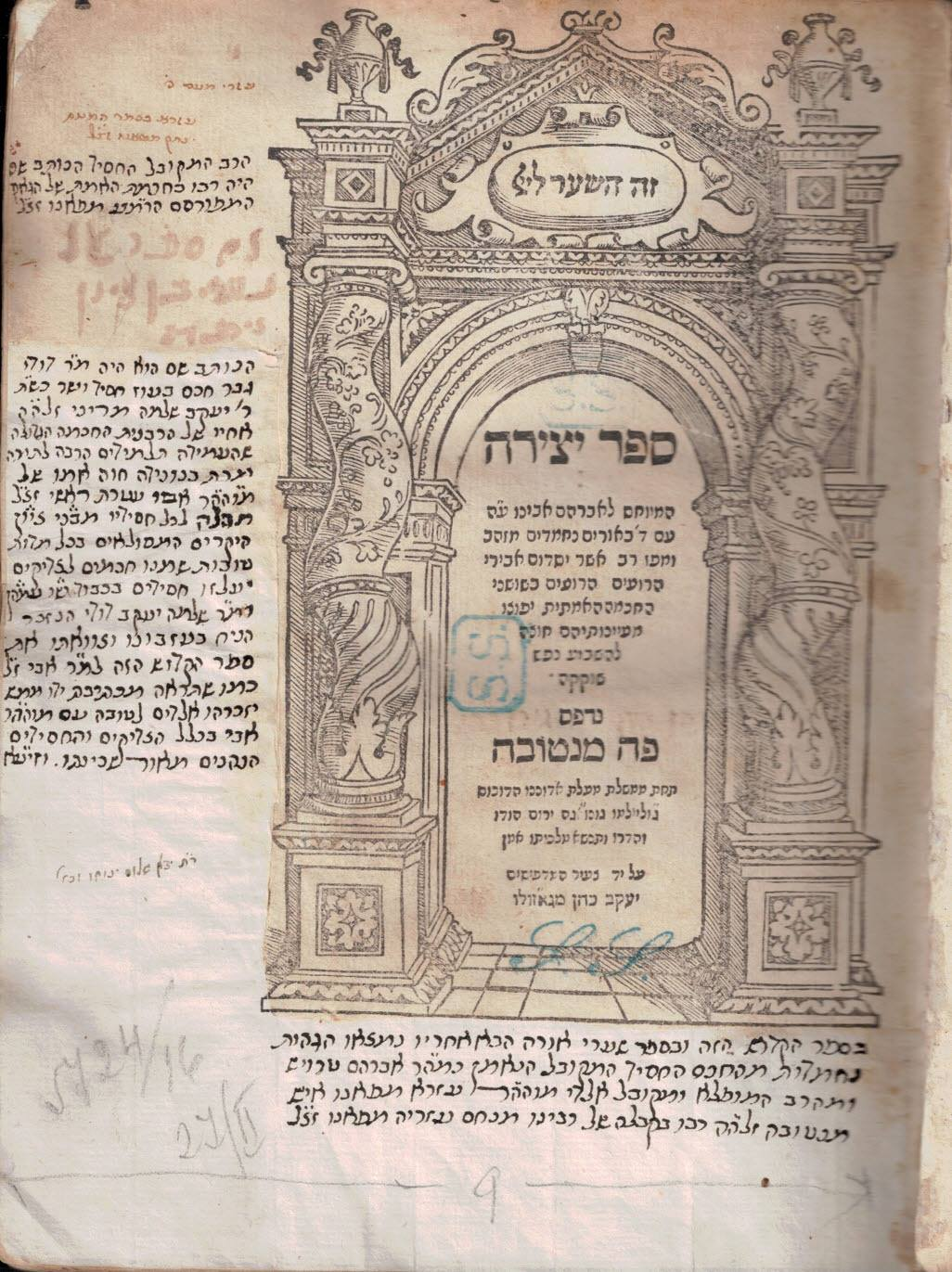
Sefer Jecira

Sefer Jecira (hebr.  ספר יצירה  Księga Stworzenia) – starożytny żydowski traktat dotyczący stworzenia świata. Jeden z pierwszych tekstów żydowskiego mistycyzmu.
Datowany na drugą połowę II wieku. n.e. lub pierwszą połowę III wieku n.e. Dawniejsza literatura przesuwała datę powstania księgi nawet na VI wiek n.e. Zależność od Filona z Aleksandrii i polemika z gnostycyzmem wskazują jednak na czas wcześniejszy. Powstała prawdopodobnie w Aleksandrii.
Spisana jest w języku hebrajskim, nieco uproszczonym w porównaniu z językiem Biblii. Zawiera również ślady terminologii greckiej. Składa się z sześciu rozdziałów, odpowiadających prawdopodobnie sześciu dniom stworzenia. Wpisuje się w tradycję ma'ase Bereszit – mistyki skupionej na spekulacji nad stworzeniem świata. Jako pierwszy ze znanych tekstów prezentuje stworzenie przez Boga za pomocą dziesięciu sefirot (jest to pierwszy przypadek użycia tego pojęcia w żydowskiej literaturze religijnej) i dwudziestu dwóch liter alfabetu hebrajskiego – która to koncepcja nie jest osadzona w Biblii. Treść traktatu zdradza znajomość dzieł Filona i Timajosa Platona. W swej wymowie jest całkowicie monoteistyczna. Nie zawiera gnostyckich idei pleromatycznej budowy niebios i systemu emanacji. Nie buduje również żadnej teodycei. Bóg jest opisany jako twórca zarówno dobra, jak i zła.
Sefer Jecira stanowiła inspirację dla późniejszych mistyków żydowskich. Wykorzystywano ją również jako praktyczny przepis na tworzenie golema.
Pierwszy polski przekład, opatrzony wstępem i komentarzem, zaproponował Mariusz Prokopowicz; książka ukazała się pod tytułem Księga Jecirah. Klucz Kabały.